# Liste der Straßen im Bonner Ortsteil Oberkassel
Die Liste der Straßen im Bonner Ortsteil Oberkassel führt Bedeutungen und Umstände der Namengebung auf. Sie bezieht sich auf den Ortsteil Oberkassel des Bonner Stadtbezirks Beuel.

## A
Adolf-Hombitzer-Straße
vorher Peterstraße. Zwischen Jakobstraße und Cäcilienstraße. Benannt am 24. März 1978 nach Adolf Hombitzer (* 1887; † 1964), Gymnasiallehrer und Heimatforscher.
Adrianstraße
vorher Wilhelmstraße, zwischenzeitlich Hitlerstraße. Zwischen Alsstraße und Langemarckstraße. Benannt am 19. Dezember 1972 nach Johann Gabriel Adrian (* 1859; † 1948), Steinbruchbesitzer, Ehrenbürger von Oberkassel 1929.
Alsstraße
vorher Alsgasse. Zwischen Königswinterer Straße und Hosterbacher Straße. Benannt am 6. Februar 1900 nach Als, was so viel bedeutet wie feuchter Grund bzw. Wasser. Heute fließt dort noch ein Brünnchen.
Altrheinstraße
Zwischen Königswinterer Straße und Dollendorfer Allee mit Stichstraße. Benannt am 11. Februar 1992 nach einem Altarm des Rheines.
Am Bürgerpark
vorher Kinkelstraße. Stichstraße von der Kinkelstraße zum Bürgerpark. Benannt am 24. Januar 1979 nach den in der Nähe liegende Parkanlagen, die vom Prinzen zur Lippe, dem Besitzer des Lippischen Landhauses, angelegt wurden; 1952 erwarb die Gemeinde Oberkassel die Parkanlagen.
Am Buschhof
vorher Jakobstraße und Magdalenenstraße. Zwischen Kalkuhlstraße und Am Magdalenenkreuz. Benannt am 24. März 1978 nach dem Buschhof, einem alten bischöflichen Gutshof.
Am Johannisberg
Vom Ende der Dornheckenstraße entlang des Autobahnzubringers bis zum Rauchlochweg. Benannt am 1. Oktober 1954.
Am Kriegersgraben
Zwischen Römlinghovener Straße und Langemarckstraße. Benannt am 30. März 1951.
Am Magdalenenkreuz
vorher Jakobstraße und Magdalenenstraße. Zwischen Kastellstraße und Am Buschhof. Benannt am 24. März 1978 nach einem ca. 1730 errichteten ein Steinkreuz mit Magdalenenfigur.
Am Mönchshof
Zwischen Büchelstraße und Rauchlochweg. Benannt am 1. Oktober 1954 nach dem 1210 von der Gräfin Alveradis von Molbach an das Kloster Heisterbach gegebene Hof.
Am Stingenberg
vorher Oberstraße. Zwischen Meerhausener Straße und Berghovener Straße. Benannt am 1. Oktober 1953.
Am Weißen Stein
Zwischen Königswinterer Straße und Bernhardstraße. Benannt am 11. Mai 1962.
Am Weitgarten
Stichstraßen rechts und links von der Königswinterer Straße, von der östlichen Stichstraße Abzweigung nach Süden zur Stüffgenstraße. Erste Erwähnung 1968.
An der Post
Stichstraße von der Königswinterer Straße. Benannt am 26. April 1994 nach dem ehemaligen Postgebäude an der Straßenecke.
Auf den sechs Morgen
Stichstraße von der Berghovener Straße. Benannt am 14. Februar 1995.

## B
Basaltstraße
vorher Schulstraße. Zwischen Königswinterer Straße und Meerhausener Straße. Benannt am 24. März 1977 nach dem im Steinbruch gebrochenen Basalt, der im 19. Jahrhundert über diese Straße zur Verladestelle ans Rheinufer gebracht wurde.
Baumstraße
Zwischen Königswinterer Straße und Teichstraße. Benannt am 30. November 1896.
Berghovener Straße
Ringstraße von der Langemarckstraße. Benannt am 30. November 1896.
Bernhardstraße
vorher Im Schomet. Von der Simonstraße bis zur Stadtgrenze. Benannt am 30. November 1896 nach Bernhard Schmitz (1822–1904), Bürgermeister von Oberkassel 1850–1894.
Büchelstraße
Zwischen Hosterbacher Straße/Alsstraße und Zipperstraße. Benannt am 30. November 1896.

## C
Cäcilienstraße
vorher Weiherstraße. Zwischen Königswinterer Straße und Büchelstraße. Benannt am 24. März 1977 nach der hl. Cäcilia (um 200- um 230), Pfarrpatronin von Oberkassel.

## D
Dollendorfer Allee
vorher J.-G.-Adrian-Straße. Zwischen Langemarckstraße und Im Michelsfeld. Benannt am 11. Februar 1992 den Königswinterer Ortsteilen Ober- bzw. Niederdollendorf.
Dornheckenstraße
vorher Hardtstraße. Von der Königswinterer Straße bis An der Johannisberg. Benannt am 24. März 1977 nach dem früheren Steinbruch An der Dornhecke, dem heutigen Dornheckensee.

## E
Ernststraße
Zwischen Römlinghovener Straße und Königswinterer Straße. Benannt am 12. September 1904 nach Ernst zur Lippe-Biesterfeld (1842–1904), geboren in Oberkassel, von 1895 bis 1904 Regent des Fürstentums Lippe-Detmold.

## H
Hartwig-Hüser-Straße
vorher Hartwigstraße. Zwischen Königswinterer Straße und Bernhardstraße. Benannt 1948 nach Hartwig Hüser (1834–1899), Begründer der Firma Hüser & Co., der Oberkasseler Betonfabrik neben der Zementfabrik.
Heckelsgasse
Zwischen Hosterbacherstraße und Am Johannisberg. Erste Erwähnung 1867.
Heinrich-Konen-Straße
Zwischen Königswinterer Straße und Konrad-Zuse-Platz. Benannt am 10. Dezember 1992 nach Heinrich Konen (1874–1948), Physiker, Professor an der Universität Bonn.
Hosterbacher Straße
Zwischen Alsstraße und Dornheckenstraße. Benannt am 30. November 1896 nach der Siedlung Hosterbach im Ortsteil Oberkassel.
Hosterstraße
Zwischen Stüffgenstraße und Cäcilienstraße. Benannt am 30. November 1896.
Humbroichweg
Von der Langemarckstraße aus nach Römlinghoven. Benannt am 3. Juni 1955 nach Joseph Humbroich (1830–1906), Rechtsanwalt und Begründer des Vereins zur Rettung des Siebengebirges.

## I
Im Bungert
Zwischen Meerhausener Straße und Langemarckstraße. Benannt am 1. Oktober 1953 nach Bungert, der Bezeichnung für einen Baumgarten.
Im Heckengarten
Stichstraße von der Basaltstraße. Benannt am 30. November 1896.
Im Michelsfeld
Zwischen Königswinterer Straße und Dollendorfer Allee. Benannt am 25. März 1958.
Im Mohrenfeld
Zwischen Altrheinstraße und Langemarckstraße. Erste Erwähnung 1950. Ableitung von muor (Sumpf, Morast, Moor).
In den Erlen
Zwischen Dornheckenstraße und Königswinterer Straße. Benannt am 30. November 1896.
In der Persch
Stichstraße von der Langemarckstraße. Erste Erwähnung 1825.
In der Proffe
Stichstraße von Am weißen Stein. Benannt am 11. Mai 1962 nach der rheinischen Form für das mittelhochdeutsche Wort Propfen.

## J
Jakobstraße
Zwischen Am Buschhof und Adrianstraße. Benannt im Jahr 1900 nach Jakob Baur (1828–1898), Landwirt auf dem Buschhof in Oberkassel und nach Jakob Klein (1873–1925), Begründer der gleichnamigen Maschinenfabrik.
Julius-Vorster-Straße
Zwischen Kinkelstraße und Simonstraße. Benannt am 24. März 1977 nach Julius Vorster junior (1845–1932), Unternehmer in der Chemieindustrie, Ehrenbürger von Oberkassel 1930 wegen seiner sozialen Verdienste.

## K
Kalkuhlstraße
Von der Königswinterer Straße zur Eisenbahn. Benannt am 12. September 1930 nach Ernst Kalkuhl (1849–1918), gründete 1880 in Oberkassel eine Schule mit Internat, die heute Ernst-Kalkuhl-Gymnasium heißt.
Karl-Duwe-Straße
Vom Konrad-Zuse-Platz bis Bahnhof Oberkassel. Benannt am 19. Dezember 1972 nach Karl Duwe (1894–1960), Amtsbürgermeister von Oberkassel 1946–1948 und 1951–1954.
Kasseler Ley
Stichstraße von Röckesbergstraße über die Ernststraße hinaus. Benannt am 11. Februar 1992 nach einer Felspartie oberhalb Oberkassels. Ley bezeichnet Schiefer.
Kastellstraße
Zwischen Königswinterer Straße und Eisenbahn. Benannt am 19. Dezember 1972. Die Bezeichnung soll an ein römisches Kastell in Oberkassel erinnern, dessen Existenz wissenschaftlich umstritten ist.
Kinkelstraße
Zwischen Königswinterer Straße und Eisenbahn. Benannt am 30. November 1896 nach Johann Gottfried Kinkel (1815–1882), evangelischer Theologe und Politiker, Professor an der Universität Bonn, geboren in Oberkassel. Revolutionär von 1848/49, durch Carl Schurz 1850 aus der Festungshaft befreit. Ehemann von Johanna Kinkel.
Königswinterer Straße
Zwischen Sankt-Augustiner Straße und Stadtgrenze im Süden von Oberkassel. Benannt 18. April 1855. Königswinter ist eine Stadt südöstlich der Stadtgrenze von Bonn.
Konrad-Zuse-Platz
Zwischen Joseph-Schumpeter-Allee und Karl-Duwe-Straße. Benannt am 3. April 2003 nach dem Bauingenieur Konrad Zuse (1910–1995), der als „Erfinder“ des Computers gilt.
Kucksteinweg
Zwischen Berghovener Straße und Rheinhöhenweg. Benannt 24. März 1977 nach dem Kucksteinberg, zu dem der Weg führt.

## L
Langemarckstraße
Von der Königswinterer Straße in Richtung Vinxel bis zur Stadtgrenze. Benannt am 10. Dezember 1937 nach dem Ort Langemark in Flandern (Belgien), dem Ort eines Gefechts im Ersten Weltkrieg, bei dem besonders viele junge deutsche Soldaten fielen. Der „Mythos von Langemarck“ ist die Verklärung der militärischen Auseinandersetzung durch nationale Kreise und später durch das nationalsozialistische Regime.

## M
Meerhausener Straße
Zwischen Zipperstraße und Am Stingenberg. Benannt am 30. November 1896 nach als Straße zum Ortsteil Meerhausen.

## O
Ober den Erlen
Zwischen Hosterstraße und Hosterbachstraße. Benannt am 14. März 1922.
Oberkasseler Ufer
Vorher Rheinufer, 1933–1945 Hindenburg-Ufer, 1931–1933 Carl-Schurz-Ufer, davor Rheinufer bzw. Rheinweg. Zwischen Heinrich-Konen-Straße und Stadtgrenze im Süden. Benannt am 24. März 1977.

## P
Paffelsbergplatz
Platz mit Parkanlage und Spielwiese zwischen Königswinterer Straße und Dollendorfer Allee. Benannt am 11. Februar 1992 nach dem mit 194,8 m höchsten Punkt Bonns.

## R
Rauchlochweg
Zwischen der Büchelstraße und der Stieldorfer Straße. Benannt am 24. September 1890.
Reifenbergstraße
Zwischen In den Erlen und Am Weitgarten. Benannt am 2. Juni 1981 nach dem in Oberkassel geborenen Publizisten und Mitherausgeber der Frankfurter Allgemeinen Zeitung Benno Reifenberg (1892–1970).
Röckesbergweg
Zwischen Königswinterer Straße und Dollendorfer Allee. Benannt am 11. Februar 1992.
Römlinghovener Straße
Zwischen Langemarckstraße und Stadtgrenze. Benannt am 30. November 1896 nach dem heutigen Königswinterer Ortsteil Römlinghoven.

## S
Simonstraße
Zwischen Königswinterer Straße und Bernhardstraße/Julius-Vorster-Straße. Benannt am 23. Juli 1880. Zwischen 1933 und 1945 Klaus-Clemens-Straße.
Strackhofstraße
Vorher Gartenstraße, davor 1937–1945 Franz-Müller-Straße. Stichstraße von der Langemarckstraße. Benannt am 19. Dezember 1972. Der bis zur Säkularisation zur Deutschordenskommende Ramersdorf gehörende so genannte Berghof heißt heute nach der späteren Besitzerfamilie Strack.
Stüffgenstraße
vorher Bergstraße. Zwischen Königswinterer Straße und Hosterbacher Straße. Benannt am 19. Dezember 1972.

## T
Teichstraße
Zwischen Jakobstraße und Cäcilienstraße. Erste Erwähnung am 30. November 1896. Dort befand sich in früherer Zeit ein Weiher.
Theresienau
Zwischen Königswinterer Straße und Am weißen Stein. Benannt am 11. Mai 1962.

## W
Weidenstraße
vorher Am Weiher und An der Rütsch. Zwischen Zipperstraße und Hosterstraße. Benannt am 30. November 1896 nach den Korbweiden, die damals das Ufer des Weihers säumten.

## Z
Zipperstraße
vorher Zippergasse. Zwischen Königswinterer Straße und Weidenstraße/Meerhausener Straße. Benannt 1896.